# Timur Apakidze

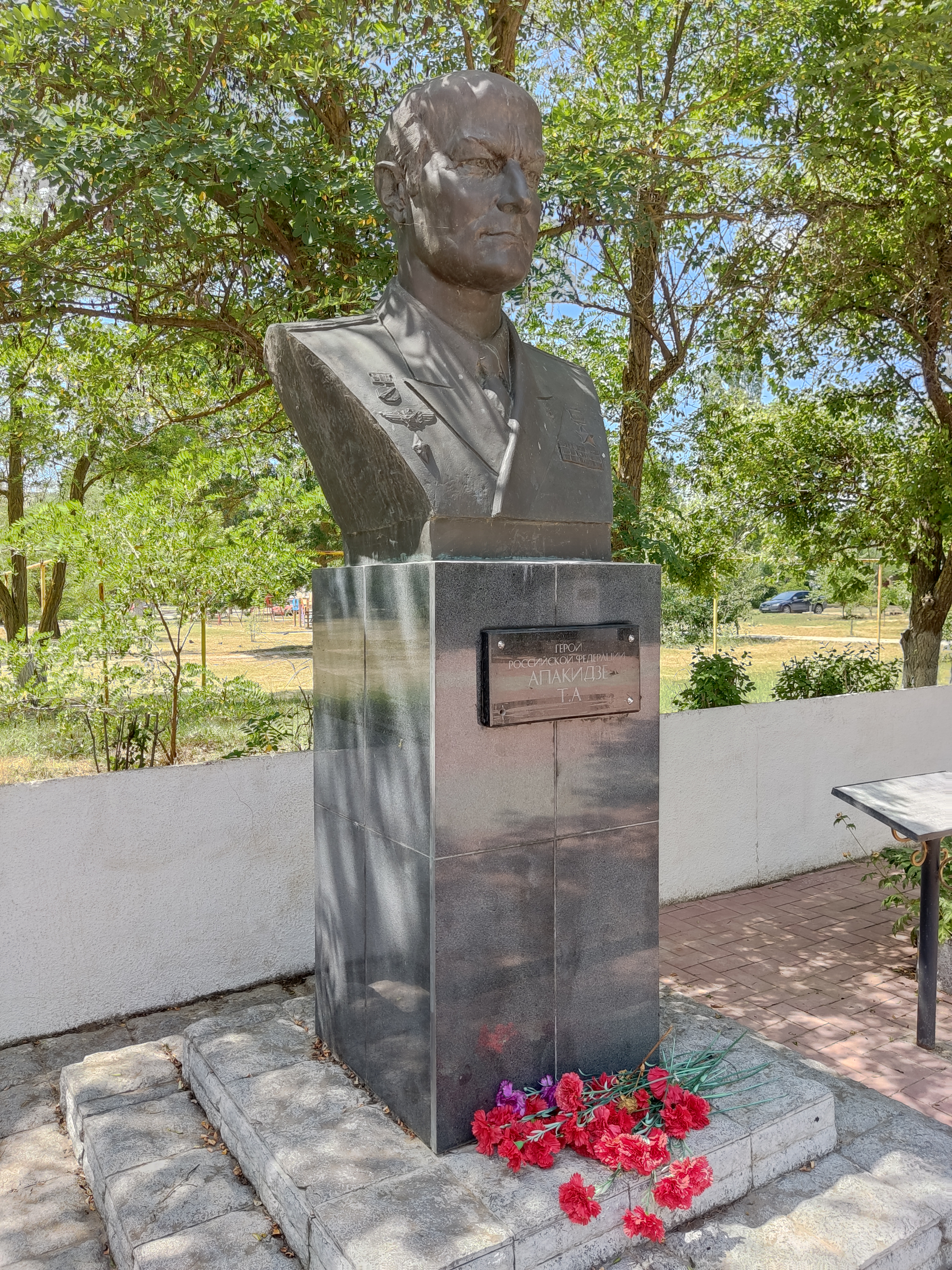
Estátua de Timur Apakidze

Timur Avtandilovich Apakidze (em russo:  Апакидзе Тимур Автандилович, em georgiano:  თემურ აფაქიძე Temur Apakidze) (4 de março de 1954 - 17 de julho de 2001) foi um major-general de origem georgiana, piloto de caças, especialista em voo e fundador da aviação naval russa moderna. Recebeu o título de Herói da Federação Russa.

## Educação
Timur Apakidze nasceu em Tbilisi na República Socialista Soviética da Geórgia da família real Georgiana muçulmana Apakidze. Sua mãe mudou-se com ele para Leningrado quando tinha um ano de idade. Após graduar-se do oitavo ano, Apakidze entrou na Escola Naval Nakhimov. Em 1971, na véspera da graduação, o comandante chefe da academia telefonou a Sergey Gorshkov indicando os talentos excepcionais de Apakidze e solicitou seu retorno para a frota assim que ele terminasse a escola de voo. O almirante concordou e em 1971 Apakidze começou a servir as formas armadas soviéticas, respectivamente na aviação naval. No mesmo ano ele tornou-se cadete na Escola Superior de Aviação Militar de Yeysk.

## Acidente aéreo e morte
Em 17 de julho de 2001, durante um festival aéreo em honra ao 85º aniversário da Aviação Naval Russa, o Maj. Gen. Apakidze caiu com um Su-33 enquanto realizava acrobacias aéreas. No início, o show corria como planejado até Apakidze realizar uma manobra complexa, momento que ele reportou experimentar dificuldades técnicas, indo com a aeronave, fora de controle, ao encontro do solo. Ele não ejetou mesmo recebendo tal ordem duas vezes. Tentando voar para longe de áreas povoadas, ele mirou para um local de aterrissagem em tentativa de salvar a aeronave. Infelizmente não conseguiu percorrer os três quilômetros de distância para a pista. Na coalizão com o solo, ele ejetou, sofrendo múltiplas fraturas. Apakidze morreu no caminho do hospital. Foi enterrado no Cemitério Troyekurovskoye em Moscou. Um busto e placas foram feitas em sua homenagem.